# شینجی تانیمورا
شینجی تانیمورا (انگلیسی: Tanimura Shinji؛ زادهٔ ۱۱ دسامبر ۱۹۴۸) خواننده-ترانه‌پرداز اهل ژاپن است. وی از سال ۱۹۷۱ میلادی تاکنون مشغول فعالیت بوده‌است.